# 榊英雄
榊 英雄（さかき ひでお、1970年6月4日 - ）は、日本の俳優、映画監督。
長崎県福江市（現在の五島市）出身で、自ら代表取締役を務めるファミリーツリーに所属する。

## 人物
大学進学を機に福江島から福岡へ転居した。ディスコでアルバイトを務めてダンスに興味を持ち、4年間ダンスに没頭した。福岡のヒップホップダンスチームに所属経験があり、公式プロフィールで特技をダンスと記している。
大学卒業後に上京し、雑誌ぴあで見つけた古厩智之監督の映画『この窓は君のもの』のオーディションに合格して主演でデビューする。その後は俳優業に恵まれず、片岡礼子から「自分で脚本を書いて監督をしたら主役ができる」と諭され、1996年に自主映画『“R”unch Time』を監督すると第1回目『インディーズムービー・フェスティバル』で入選した。クロージングパーティーで出会った北村龍平に要請されて参加した『VERSUS』が評判となり俳優業に勤しむ。
2012年に「スーパー戦隊シリーズ」『特命戦隊ゴーバスターズ』に司令官・黒木タケシ役でレギュラー出演中の8月24日に、書店で盗撮行為を行っていた男性を取り押さえて犯人逮捕に貢献した。メディアは「（『ゴーバスターズ』の）司令官が盗撮犯を取り押さえた」と報じ、8月28日の『スーパーJチャンネル』は『ゴーバスターズ』の映像を使用して報じた。
後述の性行為強要により、2022年からは実質的に活動停止状態にある。2024年2月20日、準強制性交容疑で逮捕された。

## 性行為強要・強姦容疑

### 2022年
3月9日
週刊文春が文春オンラインにおいて、榊の作品に出演したりワークショップに参加した女優4人が性的行為を強要されたと訴えている、と報じる記事を配信した。4人の訴えは「榊が映画の出演をうかがわせて性的行為を強要して関係した」というものだった。
上記の週刊文春の記事では、榊が女優1人について「肉体関係があったことはない」と否定し、他の3人については肉体関係があったことを認めつつも「不倫行為については妻にも謝罪し、許してもらっております。（女優らに）性行為を強要した事実はありません」と述べたことや、『蜜月』『コクウ』『裸のアゲハ』など榊が監督を務めた映画作品の撮影を担当した早坂伸が、週刊文春の取材に「主演の佐津川愛美さんをはじめ、役者さんは皆、素晴らしい演技をしてくれました。しかし榊さんの性暴力が事実だとすれば擁護する余地はなく、ペナルティを受けるべきだと思います」と応えたことも伝えられた。
また、同記事では、映画『蜜月』の脚本を担当した港岳彦が週刊文春の取材に応じ、騒動を知り、榊、映画製作委員会幹事社の名古屋テレビ放送、供給会社のアークエンタテインメント、それぞれに見解を問いただすメールを送信していたことを明かしたうえ、「私は脚本家として、大勢の人が関わったこの映画に責任を持つ立場ですから、『上映してはならない』とは言えません。一方で、被害者の方は『榊英雄』という名前を見るだけでフラッシュバックするといいます。それを聞くと、やはり上映してはいけないのではないかと気持ちが揺れるんです」と応えたことが報じられた。

同日
港は自身のTwitterアカウントで週刊文春の記事に補足説明する形で、榊と『蜜月』の製作陣に問い合わせた際、無回答だったことも明かした。さらに榊が週刊文春へ応じた上記のコメントについて、「今回の報道の始まりは、被害にあったとされる女性の告発だったことをはっきりさせておきたい。そうしたリスクを引き受けてまで、あえて被害を告発する行為は、大変に重く、大きな勇気を必要とするもののはずです。それを別の事象にすり替える榊氏のコメントは、性被害の甚大さを矮小化しています」と改めて批判した。

同日夜
報道を受けて『蜜月』の製作委員会は、2022年3月25日に公開予定だった同作品の公開をいったん中止して今後の公開予定も全て未定とした。榊も所属事務所を通じ、「今回の記事上で、事実の是非に関わらず渦中の人とされてしまった相手の方々にも、大変申し訳ない。事実であることと、事実ではない事が含まれて書かれておりますが、過去のことをなかった事には出来ません。猛省し悔い改めることを誓い、日々を大事に生きていきたい」とのコメントを出した。

3月10日
前出の早坂は、この榊のコメントをうけ、自己のブログで「大きな違和感を覚えました」と述べ、「謝罪しているのは映画の関係者、家族の順で、最後に『事実の是非に関わらず渦中の人とされてしまった相手の方々』で、謝意も順に薄くなっています。当然ながら謝罪するのは第一に被害者であるべきです。また『過去のことをなかった事にはできません』とあります。過去を軽視しているような表現ですが、『性被害者』がどれくらい苦しみ悩むか全く想像ができていないように感じます。そもそも『性被害者』と認めていない点で『肝に銘じる』ことも『これからの先へ猛進』することも許されないと考えます」との見解を表明した。
同日
週刊女性PRIMEが3月9日に配信された文春オンラインの上記記事に言及しつつ、元女優の石川優実が同10日に更新したブログで《榊英雄氏に関する週刊文春の報道を受けて》とのタイトルで、『週刊文春』の取材を受けたことを明かしたと指摘。石川について、「榊氏の被害者であることを勇気を持って名乗り出た形だ」と評した。

3月14日
『蜜月』と同じく榊が監督を担当し、2022年4月15日に公開予定だった映画『ハザードランプ』の製作委員会は、「当初の予定通り公開する」と表明した。

3月26日
報道を受け、榊の所属するファミリーツリーと業務提携していたRuby・sueが業務提携を解消することを発表した。

3月31日
上記のように14日に「当初の予定通り公開する」と表明していた映画『ハザードランプ』の製作委員会も前言を撤回し、公開中止を発表した。

4月2日
女優の睡蓮みどりが『図書新聞』に連載している記事の中で、榊から性被害を受けたことを告発した。

4月11日
榊の妻でシンガーソングライターの和が自身の公式ホームページで、榊と離婚に向け、別居、協議を進めていることを明かした。それと共に、榊が週刊文春の取材に「妻から許してもらっている」と応えたことについて、「一度も榊を許したことはありません。 それを『妻から許してもらっている』とコメントするようなことに象徴される、耐え難い行き違いがありました。わたしも被害者なのです」と榊を非難している。その後、5月末に離婚が成立したと報じられた。

5月4日
『蜜月』の主演女優だった佐津川愛美が幻冬舎plus上の連載「いつまで自分でせいいっぱい？」で、『蜜月』が公開中止になったことについて、「公開中止という結果が今後の映画界、エンタメ界をより良くする何かのきっかけになってくれたら、それでいい。そうしていくのは、私たちです」との見解を表明した。

12月18日
自身のインスタグラムに投稿を再開。投稿によると活動を再開したとみられる。

### 2023年
1月23日
週刊女性PRIMEが榊の近況を伝える記事を配信した。記事によると、榊は“再始動”の第一歩となるワークショップの募集のメールに、本人のコメントとして、《今年は自主映画時代に戻って、原点回帰で、作品を夏イン目標で準備することにしました。予算は小さいですが、志は高く作品創りをします》と記載していたという。また、同誌の取材に応じた映画関係者が「彼は性加害の過ちから心機一転するため、“今後は『榊シンイチ』に名前を変えて活動していく”と語っていました」とコメントしたといい、また同ワークショップ終了後の打ち上げに参加者の女性が参加できないと知ると肩を落として落胆していたとも報じられた。

7月11日
週刊女性PRIMEが再び榊の近況を伝える記事を配信した。記事によると、映画製作等の活動は確認されていない。この記事の配信以前、榊がデリバリー配達員や中華料理屋で勤務している等の情報が流れたが、同サイトが改めて取材したところ、榊は都内のラーメン店で修行中であることが確認されたという。

12月08日
日本外国特派員協会で「映画業界の性加害・性暴力をなくす会」のメンバー3人（加賀賢三、睡蓮、早坂）が記者会見を行なった。その中で早坂は榊の現場で一緒に仕事をしていながら、裏で行われていた性被害に対して何もできなかった後悔から「なくす会」のメンバーとなったといい、「榊のケースも7〜8件が表に出ているが、情報の数としては、その5倍以上。被害者の立場もあるし、物証もないことから、それらをすべて表沙汰にするわけにもいかない。われわれは話を聞くことしかできないので、本来なら委員会のような機関があれば適切な対応がなされるのだが……。」として公的機関による実効性のある第三者機関の必要性を訴えた。

### 2024年
2月20日
演技指導名目で女性にわいせつな行為をしたとして準強姦容疑で警視庁に逮捕された。榊は「冤罪です」と否認している。警視庁によると、2016年5月23日、ワークショップで知り合った女性と2人で飲食した後、榊が「もう少し演技のことを話そう」とマンションに誘い、映画出演をほのめかし「タトゥーがあったら大変だから裸を確認したい」などと言って服を脱がせわいせつな行為をしたという。

2月21日
榊から性被害を受けたと２年前に週刊誌で訴えていた元俳優の石川優実が、同日放送の「イット!」（フジテレビ）で、「声を上げてよかったという気持ち。今回の逮捕で自分がしたことに向き合って、本当に同意が取れていたのかをしっかり自分で考え直してもらいたい」と話した。

2月25日
榊から性被害を受けたことを告発していた睡蓮みどりが東スポの取材に対し、榊を逮捕した警察の捜査に協力していたことを明らかにした。「担当した女性警察官は親身に話を聞いてくれました。被害を話すのは本当につらくて。泣きそうになった時には一緒に涙ぐんでいて。『何とか逮捕できるように頑張る』とおっしゃってくれて、気持ちをくんでくれました」と振り返り、「どうしても実刑を受けてほしい気持ちがあります」などと語った。

3月11日
さらに別の女性に対する準強姦容疑で警視庁に再逮捕された。こちらは2015年3月19日、榊が監督する映画に出演予定だった女性に「初めての出演で不安だろうから練習しよう」とマンションに誘い、演技指導と称して性的暴行を加えたとされるが、榊は黙秘している。2023年7月に押収されたSDカードに暴行の様子が記録されており、さらに別の複数の女性も写っていることから、警視庁は他にも被害者がいるとみている。

3月29日
準強姦罪で東京地方検察庁に起訴された。

5月14日
別の女性に対する準強姦容疑で警視庁に再逮捕された。女性は榊が制作したテレビドラマに出演。2016年7月に「撮影御礼」の名目で誘われた居酒屋で「売れるためには覚悟を見せろ」と言われ、被害に遭ったという。 翌月にもマンションに呼び出され、「映画出演のため、表情をビデオを撮らせてほしい」として撮影されながらわいせつ被害を受けたという。

5月29日
東京地裁（安永健次裁判長）で20代の女性に対する準強姦罪の初公判が開かれ、榊は認否について留保すると発言。検察側は《被告が演技指導と装って性的行為をビデオカメラで撮影した》と指摘。また、《女性は「役を降ろされたくない」気持ちから、稽古の一環と捉えるようにしたが、別の女性への被告の行動などが報道され、自身の性的被害を認識するようになった》とも供述している。

7月8日
5月の逮捕容疑と同じ女性に対する準強姦の疑いで再逮捕された。逮捕容疑は2016年7月25日と9月30日、東京都港区のマンション一室で、映画監督の立場を利用して、当時20代の女性にわいせつな行為をした疑い。
10月16日
東京地裁（安永健次裁判長）で20代の女性に対する準強姦罪の公判が開かれ、榊は起訴内容について、「男女の関係であったことは認めますが、立場を利用したことはありません」と否認した。一方、検察の取り調べで、《カメラで撮影することに興奮を覚える。映画監督の性かもしれない。監督と女優という持ってはいけない関係に背徳感を感じる。雑に女優を扱うことに興奮を覚える》と供述していたことが明かされた。

### 2025年
7月3日
東京地裁で被告人質問が行われ、「監督の立場を利用したことはないし、一方的ということは絶対にないです」と、これまでの主張を繰り返した。2016年に被害に遭った女性の証言については「傷つけてしまったとは思っているが、なぜ今こうなるのか不思議でショック」と発言した。

## 出演

### テレビドラマ
- はみだし刑事情熱系PART2 第6話「密告殺人!娘の涙」（1997年11月19日、テレビ朝日）
- 火曜サスペンス劇場「警視庁鑑識班5 白い小鳥に込めた母への愛 誕生日に殺された少年の心の叫び」（1998年5月12日、日本テレビ）- 益田秀夫
- 医者と患者 doktor/kranke（2001年12月5日 - 、BSフジ）
- 子連れ狼（テレビ朝日）
  - 第1シリーズ 第3話「ぶりぶりを仕掛ける女 泣くな、大五郎!」（2002年10月28日）- 文句松
  - 第2シリーズ 第14話「鉄壁城の陰謀！牢に入れられた大五郎!」（2003年11月10日）- 久世源太夫
- 科捜研の女 第4シリーズ（2002年、テレビ朝日）- 京都府警捜査一課 刑事 新山智美
- 女と愛とミステリー 文書鑑定人 白鳥あやめの事件ファイル（2002年6月9日、BSジャパン / 6月12日、テレビ東京））- 鮎原直哉
- スカイハイ（2003年、テレビ朝日） - 喜多嶋貴史
- 万引きGメン・二階堂雪 ねたみ（2003年、TBS） - 曽我部洋一
- 特命係長 只野仁 第2話「美女アナ」（2003年7月11日、テレビ朝日）
- スカイハイ2（2004年、テレビ朝日） - 喜多嶋
- アットホーム・ダッド（2004年、フジテレビ） - 加藤
- 大奥（2004年、フジテレビ） - 稲葉正勝
- 八丁堀の七人 第5シリーズ 第6話「女盗賊の涙! 二人の息子が対立を…」（2004年、テレビ朝日） - 貞八
- 忠臣蔵（2004年、テレビ朝日） - 上杉綱憲
- 相棒シリーズ（テレビ朝日）
  - season3 第12話「予告殺人」（2005年1月26日） - 秋山正則
  - season11 第18話「BIRTHDAY」（2013年3月13日） - 大場三郎
  - season15 第18話「悪魔の証明」（2017年3月22日） - 軍司森一
- 名奉行! 大岡越前 第1シリーズ 第2話（2005年、テレビ朝日） - 土屋京之介
- 土曜ワイド劇場（テレビ朝日）
  - おとり捜査官・北見志穂 美人令嬢連続殺人!（2005年） - 大野木康男
  - 警視庁科学捜査研究所・文書鑑定の女3（2006年） - 渡部省吾
  - 横浜海上警察・緊急出動!!（2007年） - 浅野俊彦
  - 法医学教室の事件ファイル30（2010年） - 内藤勝
  - 鉄道捜査官11・死体は遠い改札口を目指す!?（2010年4月10日） - 皆川浩次
  - ショカツの女5・母娘を誘拐された女刑事！容疑者は警察官か!?（2011年1月15日） - 岡野守
  - 温泉若おかみの殺人推理29・金沢〜和倉温泉、九谷焼展示会で連続殺人!!（2015年8月1日） - 沢井雄一
- 嬢王（2005年、テレビ東京）- 大神昌志
- アンフェア（2006年、フジテレビ）- 今井英明
- 水曜ミステリー9 「指紋捜査官・塚原宇平の神業2 指紋は語る」（2006年10月18日）‐ 君島拓也
- 新・桃太郎侍 第4話「美しき偽りの花嫁!! 徳川御三家の甘い罠」（2006年8月15日、テレビ朝日）- 由之介
- 白虎隊（2007年1月、テレビ朝日）- 桂小五郎
- 警視庁捜査一課9係 season 2（2007年、テレビ朝日）‐ 加茂崎竜二
- NHK大河ドラマ
  - 風林火山（2007年、NHK）- 松田七郎左衛門
  - 西郷どん（2018年、NHK）- 篠原国幹
  - いだてん〜東京オリムピック噺〜（2019年、NHK）- 徳重
- 八州廻り桑山十兵衛〜捕物控ぶらり旅 第2話（2007年、テレビ朝日）- 小川半四郎
- ヒットメーカー 阿久悠物語（2008年、日本テレビ）- 土居甫
- 魔王（2008年8月、TBS）- 佐々木
- おみやさん（2008年12月、テレビ朝日）- 末永真樹
- メイド刑事 第6話（2009年8月、テレビ朝日）- 飯島寛太郎
- ハンチョウ〜神南署安積班〜 第4話（2010年2月1日、TBS）- 私立探偵・沢木
- ドラマスペシャル「樅ノ木は残った」（2010年2月20日、テレビ朝日）
- LADY〜最後の犯罪プロファイル〜 第2話（2011年1月14日、TBS）- 梶山
- HUNTER〜その女たち、賞金稼ぎ〜 第1話（2011年10月11日、関西テレビ）- 石井正義
- ランナウェイ〜愛する君のために 第1話（2011年10月27日、TBS）- 押本
- 特命戦隊ゴーバスターズ（2012年2月26日 - 2013年2月10日、テレビ朝日）- 黒木タケシ
- 最高の人生の終り方〜エンディングプランナー〜 第8話（2012年3月1日、TBS）- 大林健一
- ドラマスペシャル「SP〜警視庁警護課II」（2012年3月3日、テレビ朝日）- 仲畑雄之介
- リーガル・ハイ 最終話（2012年6月26日、フジテレビ）- 金沢
- MONSTERS 第7話（2012年12月2日、TBS）- 二階堂太
- 夜行観覧車（2013年、TBS）- 田中浩次
- ハンチョウ〜警視庁安積班〜 シリーズ6 第9話・最終話（2013年3月11日・18日、TBS）- 坂木治郎
- 潜入探偵トカゲ 第1話（2013年4月18日、TBS）- 徳永
- 配達されたい私たち 第1話（2013年5月12日、WOWOW）- 鶴我耕作
- ドラマスペシャル「特捜最前線2013〜7頭の警察犬〜」（2013年9月29日、テレビ朝日）- 仲田一也
- ホワイト・ラボ〜警視庁特別科学捜査班〜 第1話（2014年4月14日、TBS）- 五十嵐誠司
- リアル脱出ゲームTV（2014年4月24日 - 6月24日）- 鴉
- ルーズヴェルト・ゲーム 第6話（2014年6月1日、TBS）- 佐々木
- ランチのアッコちゃん 第6回（2015年6月16日）- 映画監督 榊英雄（本人役）
- ロクヨン（2015年、NHK）- 峰岸（刑事）
- 京都人情捜査ファイル第3話（2015年5月14日、テレビ朝日）- 高木忠嗣・高木幸嗣（二役）
- まかない荘（2016年4月 - 6月、メ〜テレ）- 所沢 ※監督としても参加 [34]
- リーガルV〜元弁護士・小鳥遊翔子〜（2018年12月）- 竜桜会幹部 花田尊
- 執事 西園寺の名推理2 最終話（2019年6月14日、テレビ東京）- 久保勇作
- 三屋清左衛門残日録 新たなしあわせ（2020年、時代劇チャンネル） - 鳥飼勝弥
- 赤い霊柩車シリーズ38（2020年4月3日、フジテレビ）- 眞鍋剛
- 特捜9season3 第1話（2020年4月8日、テレビ朝日）- 片山英雄
- 刑事7人 Season6 第1話（2020年8月5日、テレビ朝日）- 警視庁捜査一課 係長 宮島辰馬

### 映画
- この窓は君のもの（1995年） - タロー（高校3年生）
- VERSUS -ヴァーサス-（2001年）- 全てを知る男
- 地獄甲子園（2002年）- ほういち
- 突入せよ! あさま山荘事件（2002年）- 小野沢警部補
- もうひとりいる（2002年）- 山崎浩平
- ALIVE（2003年）- 八代天周
- あずみ（2003年）- 長戸
- 新・仁義なき戦い/謀殺（2003年）- 鴨真次
- 星砂の島、私の島（2004年）- 森野雄太
- ゴジラ FINAL WARS（2004年）- エクレール副艦長[1]
- GACHAPON!（2004年）
- 北の零年（2005年）- 高岡
- LONGINUS（2004年）- 吸血鬼
- 極道の妻たち 情炎（2005年） - 西郷組組員
- 嫌われ松子の一生（2006年）
- 楽園 -流されて-（2006年）- 青梅洋平
- セレブが結婚したい13の悪魔（2007年）- 二瓶大
- 親父（2007年、チェイスフィルム エンターテインメント）- 津川靖史
- 伝染歌（2007年、松竹）- 豊川クン
- 逃亡くそたわけ（2007年）
- 銀色のシーズン（2008年）
- 魁!!男塾（2008年）- 伊達臣人
- 休暇（2008年）- 教戒師
- SS エスエス（2008年）- ブンブク
- ダーク・ラブ 〜Rape〜（2008年）
- スリーカウント（2009年）- 藤本幸之助
- ナイト・トーキョー・デイ（2009年）
- 誘拐ラプソディー（2010年）- 岸田（代役）[35][36]
- 探偵はBARにいる（2011年）- スポーツバーのマスター
- スーパー戦隊シリーズ - 黒木タケシ
  - 仮面ライダー×スーパー戦隊 スーパーヒーロー大戦（2012年）
  - 特命戦隊ゴーバスターズ THE MOVIE 東京エネタワーを守れ!（2012年）
  - 特命戦隊ゴーバスターズVS海賊戦隊ゴーカイジャー THE MOVIE（2013年）[37]
  - 仮面ライダー×スーパー戦隊×宇宙刑事 スーパーヒーロー大戦Z（2013年）
  - 獣電戦隊キョウリュウジャーVSゴーバスターズ 恐竜大決戦! さらば永遠の友よ（2014年）
- 赤×ピンク（2014年）- 安藤乱丸
- 2つ目の窓（2014年）- 刺青の男
- くちびるに歌を（2015年）
- Zアイランド（2015年） - 漁師
- 破裏拳ポリマー（2017年）- 加藤刑事
- 劇場版 炎の天狐トチオンガーセブン 閻魔堂!地獄の大決戦!!（2018年）
- アノコノシタタリ（2019年）- 明神健次郎[38]
- ファンシー（2020年）
- 達人 THE MASTER（2021年）[39]
- 唄え!裸舞ソング ふれてGコード（2021年）

### オリジナルビデオ
- 帰ってきた特命戦隊ゴーバスターズVS動物戦隊ゴーバスターズ（2013年、東映）- 黒木タケシ /ブラックピューマ
- 実録・義戦 高松ヤクザ戦争（2003年）
- 実録・なにわ女侠伝（2003年）
- 実録・東北(みちのく)やくざ戦争 覇桜の道（2013年）- 城東組 関山一家 田畑組組員 的場次郎
- 実録・ぼったくり 風営法全史（2013年）- 主演・北岡大介
- 真・兎 野性の闘牌（2014年）- 風間巌（園長）
- 報復(かえし)（2017年）- 三宅（組長）
- 日本抗争烈島 三極志（2019年）- 清武義虎（竜門会清武組組長実子）

### WEBドラマ
- 暴力無双－サブリミナル・ウォー－（2021年、東映／Xstream46）- デザートイーグル

### ラジオ
- HAVE SOME FUN（2001年 - 、SHIBUYA-FM）

### CM
- デ・ビアス ダイヤモンドリング（2001年 - 2002年）

## 監督作品

### 映画（監督）
- “R”unch Time（1998年）- 第一回インディーズムービー・フェスティバル入選
- 短編映画集 新・刑事まつり 〜一発大逆転〜「軍団刑事っ!」（2003年）
- 短編映画集 監督感染-DIRECTORS INFECTION-「終着駅の次の駅」（2003年）
- GROW -愚郎-（2007年）
- ぼくのおばあちゃん（2008年）- 第21回東京国際映画祭日本映画・ある視点部門選出
- 誘拐ラプソディー（2009年）- 第20回日本映画批評家大賞新人監督賞受賞、不祥事を起こした押尾学の代役として自身も出演[35][36]。
- 終わらないツアー-フラワーカンパニーズ結成20周年とその後 -（2011年）
- 捨てがたき人々（2014年）- 第26回東京国際映画祭コンペティション部門ノミネート
- 短編映画集 破れたハートを売り物に「父と息子」（2015年）
- 流し屋 鉄平（2015年）※東映Vシネマ
- 木屋町DARUMA
- 裸の劇団 いきり立つ欲望（2016年）- 成人映画 ※さまようアゲハと二部構成
- トマトのしずく（2017年）[40][41][42]
- アリーキャット（2017年）[43]
- ほくろの女は夜濡れる（2017年6月23日）[44]
- コクウ（黒雨）（2017年7月8日）[45]
- ぼくらのショウタイム（2019年）[46]
- 蜜月（2022年、公開中止）
- ハザードランプ（2022年、公開中止）[47]

### テレビドラマ（監督）
- 侠飯〜おとこめし〜（2016年7月 - 9月、テレビ東京）[48]※音楽担当：榊いずみ
- 満願 第2夜「夜警」（2018年8月15日、NHK総合）
- ぼくらのショウタイム（2019年4月5日、メ～テレ）※音楽担当：榊いずみ
- ミリオンジョー（2019年10月 - 12月、テレビ東京）※音楽担当：榊いずみ
- ワンモア（2021年4月 - 5月、メ～テレ）[49]※音楽担当：榊いずみ

### 配信ドラマ（監督）
- 熱血硬派くにおくん 第3話・第5話（2013年、NOTTV）
- 暴力無双－サブリミナル・ウォー－（2021年、東映／Xstream46）

### ラジオドラマ（監督）
- らじどらッ!〜夜のドラマハウス〜 レンタルおやじ（2016年）[50]